# Không gian xanh Paris

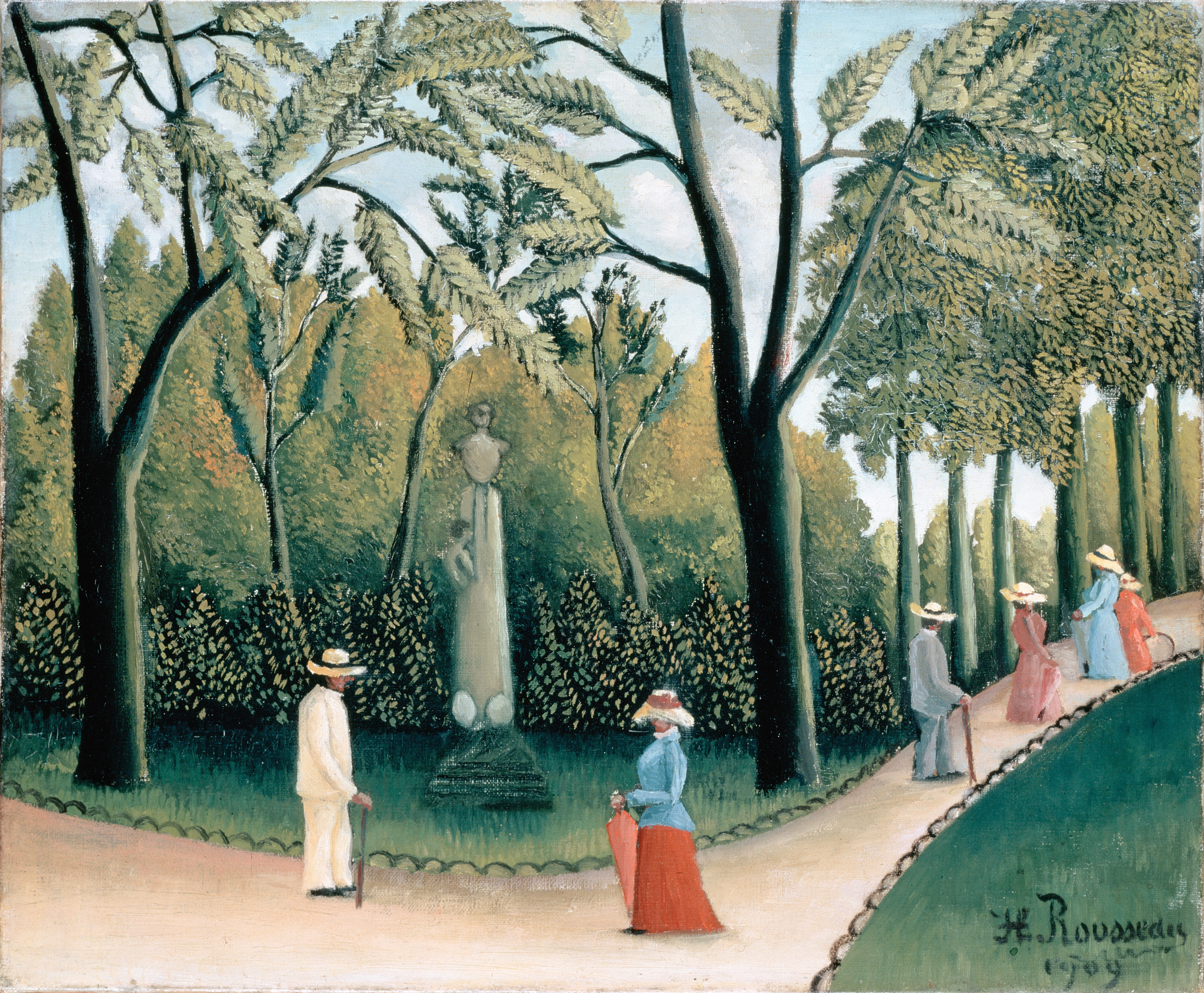
Họa phẩm Vườn Luxembourg của Henri Rousseau

Toàn thành phố Paris, ngoài hai khu rừng Boulogne và Vincennes nằm ở cực Tây và cực Đông, còn có tổng cộng khoảng 20 công viên, hơn 400 vườn và khoảng không gian xanh nhỏ cùng 32 lối đi dạo được trồng cây.
Một số khu vườn của Paris được tạo ra từ rất lâu như Tuileries, Luxembourg, Vườn bách thảo đều trước Đệ nhị đế chế. Năm 1860, thành phố Paris được sáp nhập thêm một số xã xung quanh và thành phố được cải tạo lại. Một số công viên Buttes-Chaumont, Monceau, Montsouris được bố trí thêm. Hai khu rừng Boulogne và Vincennes tuy rất ít dân cư và nằm ở phía ngoài nội ô nhưng vẫn thuộc về địa giới của thành phố. Cuối thế kỷ 20, đầu thế kỷ 21, một số không gian vốn mang chức năng khác tiếp tục được cải tạo thành công viên và vườn.
Rừng Boulogne nằm ở phía Tây thành phố, rộng 995 hecta. Bên trong rừng còn có công viên Bagatelle, vườn Shakespeare và Pré-Catelan và một vườn trồng các cây du nhập từ nơi khác. Tương tự, rừng Vincennes ở phía đông với 995 hecta cũng có một công viên hoa, vườn cây gỗ École Du Breuil dành cho nghiên cứu, một lối đi dạo 65 hecta cùng một vườn nhiệt đới.
| Vườn                             |                                      |             |         |                                       |                                          |
| Tiếng Việt                       | Tiếng Pháp                           | Diện tích   | Quận    | Địa chỉ                               | Métro                                    |
| Vườn Halles                      | Jardin des Halles                    | 40 050 m²   | Quận 1  | 1 rue Pierre Lescot                   | Les Halles                               |
| Vườn Tuileries                   | Jardin des Tuileries                 | 280 000 m²  | Quận 1  | 113 rue de Rivoli                     | Tuileries                                |
| Vườn cung điện hoàng gia         | Jardin du Palais Royal               | 20 850 m²   | Quận 1  | 2 place Colette                       | Palais-Royal                             |
| Vườn Tino-Rossi                  | Jardin Tino-Rossi                    | 31 612 m²   | Quận 5  | 8 quai Saint-Bernard                  | Gare d'Austerlitz, Jussieu               |
| Vườn bách thảo                   | Jardin des plantes                   | 235 000 m²  | Quận 5  | 2 rue Buffon                          | Gare d'Austerlitz, Jussieu, Place Monge  |
| Vườn Luxembourg                  | Jardin du Luxembourg                 | 224 500 m²  | Quận 6  | 2 rue Auguste Compte                  | Luxembourg, Notre-Dame-des-Champs        |
| Vườn Villemin                    | Jardin Villemin                      | 19 690 m²   | Quận 10 | 14 rue des Recollets                  | Gare de l'Est                            |
| Vườn Arsenal                     | Jardin de l'Arsenal                  | 10 400 m²   | Quận 12 | 53 boulevard de la Bastille           | Bastille                                 |
| Vườn nông học nhiệt đới          | Jardin d'agronomie tropicale         | 45 000 m²   | Quận 12 | 45 bis avenue de la Belle-Gabrielle   | Nogent sur Marne                         |
| Vườn Đại Tây Dương               | Jardin Atlantique                    | 34 200 m²   | Quận 15 | 1 place des 5 Martyrs du Lycée Buffon | Gaîté, Pasteur                           |
| Vườn Ranelagh                    | Jardin du Ranelagh                   | 60 500 m²   | Quận 16 | 1 avenue Prudhon                      | La Muette                                |
| Vườn nhà kính Auteuil            | Jardin des serres d'Auteuil          | 60 500 m²   | Quận 16 | 1 place de la Porte d'Auteuil         | Porte d'Auteuil                          |
| Vườn Trocadéro                   | Jardins du Trocadéro                 | 93 930 m²   | Quận 16 | 11 place du Trocadéro                 | Trocadéro                                |
| Vườn đại lộ Foch                 | Jardins de l'avenue Foch             | 224 500m²   | Quận 16 | Avenue Foch                           | Porte Dauphine, Charles-de-Gaulle-Etoile |
| Vườn Eole                        | Jardins d'Eole                       | 42 000 m²   | Quận 18 | Rue du Département                    | Stalingrad                               |
| Vườn cây du nhập                 | Jardin d'acclimatation               | 20 000 m²   | Quận 16 | 45 avenue du Mahatma Gandhi           | Porte Maillot, Les Sablons               |
| Vườn Shakespeare và Pré-Catelan  | Jardin Shakespeare et le Pré-Catelan | 81 500 m²   | Quận 16 | 102 route de Suresnes                 | Porte Maillot                            |
|                                  |                                      |             |         |                                       |                                          |
| Công viên                        |                                      |             |         |                                       |                                          |
| Tiếng Việt                       | Tiếng Pháp                           | Diện tích   | Quận    | Địa chỉ                               | Métro                                    |
| Công viên Champ-de-Mars          | Parc du Champ-de-Mars                | 243 215 m²  | Quận 7  | 2 allée Adrienne Lecouvreur           | École Militaire, Champ-de-Mars           |
| Công viên Monceau                | Parc Monceau                         | 82 000 m²   | Quận 8  | 35 boulevard Courcelles               | Monceau                                  |
| Công viên Bercy                  | Parc de Bercy                        | 14 000 m²   | Quận 12 | 128 quai de Bercy                     | Bercy, Cour Saint-Emilion                |
| Công viên Kellermann             | Parc Kellermann                      | 55 581 m²   | Quận 13 | 7 boulevard Kellermann                | Porte d'Italie                           |
| Công viên Choisy                 | Parc de Choisy                       | 42 693 m²   | Quận 13 | 128 avenue de Choisy                  | Tolbiac                                  |
| Công viên Montsouris             | Parc Montsouris                      | 154 640 m²  | Quận 14 | 2 rue Gazan                           | Cité-Universitaire                       |
| Công viên André Citroën          | Parc André Citroën                   | 138 800 m²  | Quận 15 | 2 rue Cauchy                          | Javel André-Citroën, Balard              |
| Công viên Georges-Brassens       | Parc Georges-Brassens                | 87 293 m²   | Quận 15 | 2 place Jacques Marette               | Porte de Vanves                          |
| Công viên Sainte-Périne          | Parc Sainte-Périne                   | 30 000 m²   | Quận 16 | 39 rue Mirabeau                       | Mirabeau                                 |
| Công viên Clichy-Batignolles     | Parc Clichy-Batignolles              | 43 000 m²   | Quận 17 | Rue Cardinet                          | Brochant                                 |
| Công viên Buttes-Chaumont        | Parc des Buttes-Chaumont             | 247 316 m²  | Quận 19 | 1 rue Botzaris                        | Buttes-Chaumont, Botzaris                |
| Công viên La Villette            | Parc de la Villette                  | 55 000 m²   | Quận 19 | 211 avenue Jean Jaurès                | Porte de Pantin, Porte de la Villette    |
| Công viên Butte-du-Chapeau-Rouge | Parc de la Butte-du-Chapeau-Rouge    | 46 880 m²   | Quận 19 | 5 avenue Debidour                     | Pré-Saint-Gervais                        |
| Công viên Belleville             | Parc de Belleville                   | 45 000 m²   | Quận 20 | 47 rue des Couronnes                  | Couronnes, Pyrénées                      |
| Công viên hoa Paris              | Parc Floral de Paris                 | 308 000 m²  | Quận 12 | 118 route de la Pyramide              | Château-de-Vincennes                     |
| Công viên Bagatelle              | Parc de Bagatelle                    | 240 900 m²  | Quận 16 | 71 avenue de l'Hippodrome             | Pont de Neuilly                          |
|                                  |                                      |             |         |                                       |                                          |
| Không gian xanh khác             |                                      |             |         |                                       |                                          |
| Tiếng Việt                       | Tiếng Pháp                           | Diện tích   | Quận    | Địa chỉ                               | Métro                                    |
| Rừng Boulogne                    | Bois de Boulogne                     | 846 hecta   | Quận 16 |                                       |                                          |
| Rừng Vincennes                   | Bois de Vincennes                    | 995 hecta   | Quận 12 |                                       |                                          |
| Bãi cỏ phía trước Invalides      | Esplanade des Invalides              | 32,8 hecta  | Quận 7  | 1 rue Fabert                          | Invalides                                |
| Nghĩa trang Père-Lachaise        | Cimetière du Père-Lachaise           | 43,93 hecta | Quận 20 | 16 rue du Repos                       | Père Lachaise, Gambetta                  |
| Nghĩa trang Montparnasse         | Cimetière du Montparnasse            | 18,72 hecta | Quận 14 | 3 boulevard Edgar-Quinet              | Raspail, Denfert-Rochereau               |
| Nghĩa trang Montmartre           | Cimetière de Montmartre              | 10,48 hecta | Quận 18 | 20 avenue Rachel                      | Place de Clichy, La Fourche              |
| Nghĩa trang Batignolles          | Cimetière des Batignolles            | 10,42 hecta | Quận 17 | 8 rue Saint Just                      | Porte de Clichy                          |
| Lối đi dạo cây xanh              | Promenade plantée                    | 65 hecta    | Quận 12 | 290 avenue Daumesnil                  | Bastille                                 |
| Vườn cây gỗ École Du Breuil      | Arboretum de l'École Du Breuil       | 120 hecta   | Quận 12 | 50 route de la Pyramide               | Joinville-le-Pont                        |